# Nguyên hoàng hậu (Bắc Tề Hiếu Chiêu Đế)
Nguyên hoàng hậu (chữ Hán: 元皇后) là hoàng hậu của Bắc Tề Hiếu Chiêu Đế Cao Diễn trong lịch sử Trung Quốc.

## Tiểu sử
Nguyên hoàng hậu thuộc dòng dõi hoàng tộc Bắc Ngụy. Phụ thân của Nguyên hoàng hậu là Nguyên Man (元蠻), là một đại thần dưới triều Đông Ngụy, một trong những chú bác của bà là Nguyên Xoa, nhiếp chính dưới thời Bắc Ngụy.
Bà trở thành vương phi của Cao Diễn khi ông còn là Thường Sơn vương. Nguyên vương phi hạ sinh một con trai, là Cao Bách Niên (高百年). Năm 559, Bắc Tề Văn Tuyên Đế thảm sát hoàng tộc họ Nguyên của Đông Ngụy sau khi soán ngôi. Nguyên Man và gia đình ông may mắn thoát nạn được, nhờ vào sự can thiệp của con rể Cao Diễn. Văn Tuyên Đế muốn đổi họ Nguyên thành họ Bộ Lục Cô (步六孤), nhưng cha con Nguyên Man và Nguyên vương phi vẫn giữ được họ vì Văn Tuyên Đế qua đời không lâu sau đó.

## Hoàng hậu ngắn ngủi
Vào mùa thu năm 560, sau nhiều biến loạn cung đình, Cao Diễn lên ngôi hoàng đế, tức Bắc Tề Hiếu Chiêu Đế. Mùa đông năm đó, Nguyên vương phi được sắc phong thành hoàng hậu và con trai là Cao Bách Niên làm hoàng thái tử.
Vào mùa đông năm 561, trong khi đang đi săn, ngựa của Hiếu Chiếu Đế hoảng sợ trước một con thỏ, và ông đã ngã khỏi lưng ngựa và bị gãy xương sườn. Ngay sau đó, tin rằng mình sắp chết, ông đã ban một thánh chỉ nói rằng con mình là Cao Bách Niên còn quá nhỏ để kế vị, vì thế đế vị sẽ được giao cho hoàng đệ Cao Đam. Ông cũng viết một bức thư cho Cao Đam và nói rằng, "Bách Niên vô tội. Đệ có thể làm bất kỳ điều gì với nó, song đừng giết chết nó!". Ông qua đời trong ngày hôm đó. Ngay sau đó, Cao Đam đến Tấn Dương và lên ngôi, tức Bắc Tề Vũ Thành Đế.

## Thuận Thành hoàng hậu
Nguyên hoàng hậu hộ tống tang lễ Hiếu Chiêu Đế rời khỏi Nghiệp Thành (鄴城) (Nay là Hàm Đan, Hà Bắc). Vũ Thành Đế nghe tin đồn rằng Nguyên hoàng hậu sở hữu một loại thuốc thần dược, đã cho hoạn quan đến hỏi xin. Bà từ chối, Vũ Thành Đế đã cho hoạn quan làm bẽ mặt bà.
Bởi vì Nguyên thị là chị dâu, chứ không phải mẫu thân hoàng đế kế nhiệm, nên không thể sắc phong thành hoàng thái hậu. Nhưng dẫu sao bà cũng là hoàng hậu của Hiếu Chiêu Đế, Nguyên thị được chuyển đến sống tại Thuận Thành cung (順成宮) nên được gọi là Thuận Thành hoàng hậu (順成皇后).
Vào mùa hè năm 564, đã có các dấu hiệu chiêm tinh báo hiệu hoàng đế sẽ gặp vận xấu, Vũ Thành Đế đã nghĩ cách hướng vận xấu vào cháu trai Cao Bách Niên. Tại thời điểm đó, thầy giáo của Cao Bách Niên là Giả Đức Trụ (賈德冑) đã trình một vài chữ sắc (敕) nghĩa là "chiếu thư của vua," do Cao Bách Niên viết cho Vũ Thành Đế. Vũ Thành Đế đã triệu Cao Bách Niên vào cung, và sau khi bắt cháu trai viết chữ "sắc" để chắc chắn nét chữ của Cao Bách Niên giống với các chữ mà Giả Đức Trụ đã trình, Vũ Thành Đế đã lệnh cho binh lính đánh đập dữ dội Cao Bách Niên, rồi chém đầu cháu trai.
Sau cái chết của con trai bà, Cao Bách Niên. Vũ Thành Đế cho quản thúc bà chặt chẽ. Nguyên hoàng hậu không thể liên lạc được với cha mình, Nguyên Man. Sau một biến cố, Nguyên hoàng hậu đã nhận được thư từ cha và anh bà. Mặc dù bà bị cấm túc, cha bà đã được chuyển đi khỏi phủ đệ nhưng không bị ám sát.
Năm 577, Bắc Tề diệt vong bởi Bắc Chu. Bà cùng hoàng tộc họ Cao đi đến kinh đô Bắc Chu là Trường An. Bà tiếp tục sống trong cung điện Trường An sau khi hoàng tộc Bắc Tề bị thảm sát. Đến khi Dương Kiên trở thành nhiếp chính của Bắc Chu, năm 580, bà được ân chuẩn rời khỏi Trường An, quay lại lãnh thổ cũ thuộc Bắc Tề. Từ đó, không còn ghi chép lịch sử nào về Nguyên hoàng hậu nữa, không biết khi nào bà qua đời.